# Sergio Pardilla
Sergio Pardilla Bellón (Membrilla, Ciudad Real, 16 de enero de 1984) es un ciclista español que fue profesional entre 2006 y 2019.

## Trayectoria
Debutó como profesional en el año 2006 en las filas del equipo Viña Magna-Cropu tras ganar en 2005 una carrera profesional como el Circuito Montañés.
En 2011 fichó para el equipo Movistar Team, formación dirigida por Eusebio Unzué.
En el año 2011 debutó en una grande en el Giro de Italia trabajando para su jefe de filas David Arroyo y terminando la carrera en la posición 48.ª.
El 5 de noviembre de 2019 anunció su retirada como ciclista profesional tras no acabar de recuperarse de un trombo que sufrió y su inminente paternidad.

## Palmarés
2005
- 1 etapa del Circuito Montañés

2006
- 1 etapa del Tour del Porvenir

2007
- Tour de los Pirineos, más 1 etapa

2008
- 1 etapa de la Vuelta a La Rioja

2009
- Tour de Japón, más 1 etapa
- 1 etapa del Circuito Montañés

2010
- 1 etapa de la Vuelta a Andalucía
- Vuelta a la Comunidad de Madrid, más 1 etapa

2013
- 1 etapa de la Vuelta a Portugal

2016
- 1 etapa de la Vuelta a Burgos

## Resultados en Grandes Vueltas
Durante su carrera deportiva consiguió los siguientes puestos en las Grandes Vueltas:
| Carrera | Carrera         | 2006 | 2007 | 2008 | 2009 | 2010 | 2011 | 2012 | 2013 | 2014 | 2015 | 2016 | 2017 | 2018 | 2019 |
| ------- | --------------- | ---- | ---- | ---- | ---- | ---- | ---- | ---- | ---- | ---- | ---- | ---- | ---- | ---- | ---- |
|         | Giro de Italia  | —    | —    | —    | —    | —    | 48.º | 18.º | —    | —    | —    | —    | —    | —    | —    |
|         | Tour de Francia | —    | —    | —    | —    | —    | —    | —    | —    | —    | —    | —    | —    | —    | —    |
|         | Vuelta a España | —    | —    | —    | —    | —    | Ab.  | —    | —    | 17.º | —    | 18.º | 15.º | 49.º | 88.º |

—: no participa 
Ab.: abandono

## Equipos
- Viña Magna/Burgos Monumental (2006-2008)
  - Viña Magna-Cropu (2006-2007)
  - Burgos Monumental (2008)
- Carmiooro (2009-2010)
  - Carmiooro-A Style (2009)
  - Carmiooro-NGC (2010)
- Movistar Team (2011-2012)
- MTN Qhubeka (2013-2014)[4]
- Caja Rural-Seguros RGA (2015-2019)